# Joaquín Aguirre López
Joaquín Aguirre López (Canàries, 3 d'agost de 1958) és un magistrat espanyol, que va ser el titular del jutjat d'instrucció número 1 de Barcelona. És conegut per liderar casos mediàtics que, amb el pas del temps, es van disolen com si fossin sucre en aigua. El jutge Aguirre va guanyar notorietat pels seus abusos i pràctiques irregulars i, en particular, se’l considera una peça clau dins les clavegueres de l'Estat.
Ha portat diversos casos de corrupció i vinculats a diversos polítics, com el Cas Tibidabo, el Cas Macedònia, l'Operació Voloh o l'Operació Vólkhov, entre d'altres. Des del 2012 va ser un dels dos magistrats encarregats de la vigilància dels CIE de Barcelona.
El jutge va posar fi a la seva carrera el 15 de gener de 2025, després que l’Audiència li hagués requerit tancar la investigació sobre la presumpta connexió russa amb el procés.

## Trajectòria
Llicenciat en dret. Abans d'ocupar el càrrec de titular del Jutjat número 1 de Barcelona, va estar destinat a d'altres jutjats, com el Jutjat del districte 16, 24 i 25 de Barcelona (1985) i posteriorment, el 1987 fou nomenat Jutge de Primera instància de Calataiud (1987). El 1988 fou nomenat titular del jutjat d'instrucció número 1 de Barcelona, i des de llavors ha gestionat diversos casos de renom.

### Frau en el servei militar
Un dels seus primers casos al capdavant del jutjat número 1 fou el d'investigar els fraus del servei militar. Presumptament, diverses famílies adinerades, o de militars, feien servir unes xarxes organitzades de frau per evitar que els seus fills haguessin de fer el servei militar obligatori, pagant un import que variava entre 300.000 i 1 milió de pessetes. El procediment que es feia servir era simular sordesa o demanar informes mèdics falsos.

### Cas Tibidabo
Durant els anys 1990 va coordinar el Cas Grand Tibidabo, on va signar la petició de presó per a Javier de la Rosa. La instrucció es va allargar 5 anys i va generar més de 3,5 milions de folis, així com centenars d'informes pericials. També va investigar Lluís Valls-Taberner, llavors director del Banco Popular. Segons Aguirre, Javier de la Rosa va desviar mil milions per finançar el diari El Observador a instàncies de Lluís Prenafeta.

### Cas Macedònia
El 2010 portaria la instrucció del Cas Macedònia, on va investigar una presumpta trama de corrupció dins del cos de Mossos d'Esquadra, que va acabar afectant a d'altres cossos policials, relacionant-los amb el narcotràfic. La sospita inicial era que el cos de Mossos havia ocultat al jutge unes punxades telefòniques per protegir un grup de narcos. Es creia que un dels narcos era un confident de la Policia Nacional, vinculat amb els prostíbuls Riviera i Saratoga.
En obrir diligències, no va obtenir suport de la llavors fiscal en cap de Catalunya, Teresa Compte per tirar el cas endavant, i va ser llavors quan va contactar amb l'associació Manos Limpias, que es presentaria com a acusació particular. Durant aquesta instrucció, el juliol de 2012 va ordenar un escorcoll del Cos Nacional de Policia al Complex Egara, central dels Mossos. També es va plantejar fer un escorcoll a la Comandància de la Guardia Civil i a detenir al grup local de la UCO. Segons el periodista Carlos Quílez, Aguirre va arribar a demanar al llavors intendent Josep Lluís Trapero, que aquest li demanés ordres de detenció de diversos guàrdies civils, incloent al llavors tinent coronel, Daniel Baena. Per dur a terme aquesta investigació, va comptar amb el suport d'Eugenio Pino, Director Adjunt de la Policia (DAO) entre els anys 2008-2016, i considerat un dels principals responsables de la coneguda com a Operació Catalunya.
Durant aquell període, el 2012, el llavors magistrat de l'Audiència de Barcelona, Santiago Vidal, va demanar al Tribunal Superior de Justícia de Catalunya que expedientessin Aguirre, per haver trigat aproximadament un any en resoldre un procediment senzill com era un presumpte delicte de faltes, quan el termini establert per resoldre aquest tipus de casos és de cinc dies.
Entre el 2013 i 2014 es van anar arxivant totes les peces del cas que vinculaven a guàrdies civils, que van ser absolts per l'Audiència de Barcelona. Posteriorment, el 2015, la mateixa audiència va demanar al jutge que tanqués la instrucció. Finalment, la instrucció es va acabar allargant nou anys, fet pel qual fou criticat diverses vegades.
Aguirre va dictar el sobreseïment provisional de la causa el febrer del 2019.
Per aquest cas, Aguirre ha estat identificat com un element clau de les clavegueres de l'Estat, que va intentar de posar fi a la carrera del major Josep Lluís Trapero.

### Operació Estela
La primavera de 2019 va començar a investigar una peça secreta derivada d'una causa de 2016 on s'investigava un presumpte delicte de corrupció a la Diputació de Barcelona. Inicialment va donar el cas al Cos Nacional de Policia però posteriorment va demanar la col·laboració de la Guàrdia Civil. El novembre de 2019, la presidenta de la Diputació, Núria Marin, va dir que es volien presentar com a acusació en la investigació sobre les possibles irregularitats en les subvencions.
El 24 de maig de 2018, Aguirre i la UDEF van fer una macrooperació policial a l'entorn de la Diputació de Barcelona, cercant 28 subvencions fraudulentes, la majoria presumptament concedides de manera irregular a la fundació CATmón, a l'empresa Discatimat i l'ONG Igman, totes elles gestionades o relacionades amb el diputat de Junts per Catalunya (JxCat), Francesc de Dalmases. Segons Aguirre, Dalmases, Pujol Ferrusola i Víctor Terradellas podrien estar relacionats amb operacions fraudulentes que podrien ascendir als dos milions d'euros.

### Operació Voloh
El 12 de novembre de 2019 va ordenar a la Guàrdia Civil la detenció de quatre persones pels presumptes delictes de malversació de fons públics, prevaricació i tràfic d'influències. Els encausats van ser Gerard Figueras, secretari general de l'Esport i Activitat física de la Generalitat de Catalunya i ex-diputat de CiU al Parlament català; Maite Fandos, exconsellera del PDeCAT a l'Ajuntament de Barcelona, i en aquell moment membre de la Junta de la Diputació de Barcelona; Lluís Pallisera, el subdirector general de Gestió de la Secretaria de l'Esport; i l'apoderat del Canal Olímpic de Catalunya. L'operació va comportar l'entrada i el registre a domicilis i immobles de Barcelona, Esplugues de Llobregat, l'Hospitalet de Llobregat i Viladecans, així com la seu de la Secretaria General de l'Esport i l'Activitat Física.
La Guàrdia Civil, amb la cara coberta amb passamuntanyes i armats amb metralletes, va detenir el 28 d'octubre de 2020 a Jordi Mir, alcalde de Cabrera de Mar, en l'operació Volhov, per presumpta prevaricació en la requalificació de terrenys rústics a Complex Villa Bugatti, gestionat per Xavier Vendrell, que també era investigat per desviar fons públics per finançar el president Carles Puigdemont. Tot i l’envergadura de l’operació, l’alcalde va ser posat en llibertat a la tarda després de refusar prestar declaració.

### Operació Vólkhov
L'estiu de 2020 va investigar si la Generalitat havia comprat material per la gestió de la pandèmia de covid 19 fent servir procediments no habituals.
El 28 d'octubre de 2020, Aguirre va posar en marxa l'Operació Vólkhov, una macrooperació on la Guàrdia Civil va detenir 21 persones, investigades pels delictes de malversació de fons públics, prevaricació i blanqueig de capitals, entre els quals hi havia David Madí, Oriol Soler, Xavier Vinyals i Josep Lluís Alay, que va quedar en llibertat amb càrrecs. Es tracta d'unes diligències per investigar una suposada trama de finançament irregular del procés independentista català, mitjançant el desviament de fons públics. Els principals detinguts formen part de l'anomenat "estat major" del procés o del cercle més proper de Carles Puigdemont.
El 29 de gener de 2024, Aguirre va ampliar la instrucció del cas Vólkhov per sis mesos més, tot i que l'Audiència de Barcelona li havia indicat que clausurés la investigació, ja que no s'havien presentat nous indicis durant més d’un any. En aquesta pròrroga, Aguirre va plantejar per primer cop la possibilitat d’acusar el president a l'exili Puigdemont i altres líders independentistes de traïció, un delicte que quedava fora de la llei d’amnistia. D'aquesta manera, Aguirre es va atribuir el mèrit d’haver bloquejat la llei d’amnistia i, alhora, perjudicat el govern espanyol. Això queda reflectit en unes gravacions de converses privades d’Aguirre amb funcionaris de Justícia, difoses per Diario Red. L'abril, a la televisió alemanya Das Erste, Aguirre va afirmar que «al govern [espanyol], li queden dos telenotícies alemanys. Dos. I ja està. A prendre pel sac. Llavors, hi ha gent que ja se situa. Ha pres partit, i el partit sóc jo».
L'estiu de 2024 l'Audiència de Barcelona va fer arxivar diverses de les peces separades del cas i el 10 de gener de 2025 va dictar que el magistrat no podia haver emès cap resolució des del febrer de 2024, quan va admetre a tràmit la recusació per prevaricació que havia demanat Josep Lluís Alay, i va anul·lar la resolució del jutge del maig de 2024 en la qual deixava sense efecte resolucions dictades al març de 2024, quan ja havia estat recusat.